# النساء في أعياد الثيسموفوريا (مسرحية)
النساء في أعياد الثيسموفوريا هي مسرحية للكاتب الإغريقي «أريستوفانيس» وقدمت عام 411 ق.م في أعياد الديونيسيا.

## نبذة
عرضت هذه المسرحية بعد انقلاب الأوليجاركية وهي مؤامرة أدت إلي سقوط الديمقراطية علي يد الأقلية-الذي حدث في أثينا عام 411 ق.م.
و الذي تبعه عقد مجلس مكون من 400 عضو، ثم تكوين جمعية عامة من خمسة آلاف عضو لم تكن في حقيقة الأمر تجتمع قط، لذلك نجد أن موضوع هذه المسرحية بعيد عن السياسة.

## الحبكة
كانت النساء علي وشك أن يبدأن احتفالاتهن الخاصة المعروفة باسم " الثيسموفوريا  ، حينما علم الشاعر المسرحي يوربيديس أن النساء غاضبات منه، لأنه بالغ في تصوير رذائلهن وفضح أسرارهن، ومن ثم اعتزمن الانتقام منه بقتله.
و يحاول يوربيديس إغراء الشاعر المسرحي أجاثون بأن يتنكر في هيئة امرأة لسهولة ذلك عليه، حيث إنه كان جميلا أنثوي المظهر، وبأن يحضر طقوس هذه الأعياد مع النساء، كي يدافع عن زميله يوربيديس ويقنع النساء بعدم قتله والعفو عنه. غير أن أجاثون يرفض.
و عندئذ يعرض منيسيلوخوس صهر يوربيديس أن يقوم بهذه المهمة عن طيب خاطر بدلا من أجاثون، فيحلق لحيته وشاربه جيدا، ويرتدي زي النساء بعناية، ويذهب للاحتفال.
و هناك قام عدد من النساء بإلقاء خطب نارية يهاجمن فيها يوربيديس، ويطلبن القصاص منه بوصفه عدوا للمرأة، لكن منيسيلوخوس ينبري للدفاع عن صهره، موضحا أن يوربيديس كان بوسعه أن يكتب عن النساء أمورا أشنع من تلك التي كتبها عنهن في مسرحياته، حيث إنه يعرف عنهن الكثير، وأن ما كتبه عن النساء هو مجرد صفات يتصفن بها حقا ومن ثم فهو ليس متجنيا عليهن.
و تثور النساء، ويغضبن غضبا عارما من هذه المرأة التي تدافع عن عدوعن وغريمهن هذا الدفاع المتجني، ولم يمنعهن عن الفتك بها إلا سماعهن بإشاعة مؤداها أن رجلا متنكرا قد تمكن من التسلل إلي احتفالهن.
و سريعا يتم البحث عن المتسلل فيكتشف أمر التعس منيسيلوخوس، ويقبض عليه ويوضع تحت إمرة حارس، وهنا يقلد منيسيلوخوس أحد أبطال مسرحيات يوربيديس، فيكتب رسالة علي لوح من ألواح النذور التي وجها في المعبد حيث حبس، ويلقي باللوح خارج المعبد كي يجده أحد المارة فيقرأ ما كتب عليه، وينقذه من براثن النساء.
و كان منيسيلوخوس قد اتفق مع يوربيديس علي أن يرتدي زيا يجعله يبدو كالأميرة الأسطورية هيليني، علي أن يأتي يوربيديس لإنقاذه مرتيدا زي منيلاوس «زوج هيليني»، وبذلك يعترف أحدهما علي الآخر وقفا للطريقة اليوربيدية، غير أن الحارس يمنع لقاء أحدهم بالآخر.
و يأتي رجل شرطة ويقيد منيسيلوخوس إلي صخرة، فيأتي يوربيديس مرتديا زي «برسيوس» البطل المشهور، لإنقاذه صهره الذي ارتدى زي أندروميدي «حبيبة برسيوس» علي نمط ما دار في مسرحية يوربيديس «أندروميدي»، ولكن رجل الشرطة يحبط أيضا هذه المحاولة.
و من ثم يلجأ يوربيديس إلي التفاوض مع النساء مؤكدا لهن أنه لن يتحدث بعد ذلك بسوء عنهن في مسرحياته شريطة أن يطلقهن سراح صهره المقبوض عليه، وتوافق النساء علي هذا الشرط، ولكن رجل الشرطة لا يقبل إطلاق سراح منيسيلوخوس، فيلجأ يوربيديس إلي إحدي الراقصات الفاتنات ويطلب منها أن تشاغل الشرطي وتفتنه، حيث يغفل عن أداء واجبه. وفعلا يدور رأس الشرطي بعد أن سبته فتنة الراقصة الحسناء، وينسي أسيره، فيتمكن منيسيلوخوس من الهرب مع يوربيديس وبذلك تنتهي المسرحية.
1. ↑  Andrew Bell, Encyclopædia Britannica (بالإنجليزية البريطانية), Illustrator: Andrew Bell, Encyclopædia Britannica, Inc., OCLC:71783328, QID:Q455
2. ↑  نظرية الدراما الإغريقية ، د/ محمد حمدي إبراهيم ، ص248
3. ↑  و هي احتفالات قديمة كانت تقام في أثينا علي يد النساء تكريما للربة ديميتر المسماة باللقب أي " مانحة القوانين " ، و كانت تستمر لمدة ثلاثة أيام . تبدأ من الحادي عشر لشهر بيانيبسيون " الشهر الرابع في التقويم الأتيكي القديم:يقابل الجزء الأخير من أكتوبر و الجزء الأول من نوفمبر " . و كان الهدف من تلك الاحتفالات ضمان خصوبة الأرض ، و لكنها كانت احتفالات مقصورة علي النساء فقط ، و كان محظورا علي الرجال ارتيادها.
4. ↑  نظرية الدراما الإغريقية ، د/ محمد حمدي إبراهيم ، ص249
5. ↑  نظرية الدراما الإغريقية ، د/ محمد حمدي إبراهيم ، ص250